# 钟振振
钟振振（1950年3月—），男，江苏南京人，中国古典文学研究家，南京师范大学教授，曾任中华诗词学会副会长、顾问。